# Kibbe Nayé

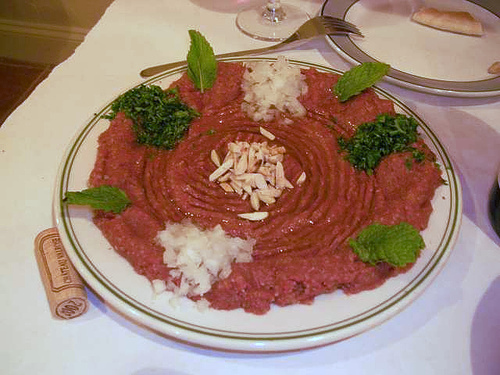
Kibbe Nayé

Kibbe Nayé, auch Kebbeh Nayyeh oder Kibbeh Nayyeh (arabisch كبة نيئة, DMG kubba nīʾa ‚rohe Kugel‘) ist ein Fleischgericht der libanesischen Küche. Es wird als arabisches Tatar bezeichnet. Grundlage ist rohes Lammfleisch, das mit einem Fleischhammer auf einer Unterlage oder auf traditionelle Art mit einem Holzstampfer in einem tiefen Steinmörser zu einer breiigen Masse verarbeitet wird. Es kann auch mehrfach durch den Fleischwolf gedreht werden. Es kommen zuvor in Wasser eingeweichter Weizenschrot (Burghul) hinzu und je nach Rezept Zwiebeln, Olivenöl, Minze, Salz und Pfeffer, Piment sowie grüner Peperoni. Die Mischung muss lange und kräftig gestampft werden, bis eine weiche und gleichmäßige Konsistenz entsteht. Im Unterschied zu Kibbeh wird die Mischung nicht frittiert, sondern auf einer Platte ausgestrichen serviert. Alternativ wird die Fleischpaste zu fingerdicken Stäbchen gerollt auf Salatblättern gereicht. In einer weiteren Variante werden auf einzelnen Tellern Scheiben der Paste mit 10 Zentimeter Durchmesser verteilt, in deren Mitte eine Mulde eingedrückt und mit Olivenöl gefüllt wird.
Diese Spezialität stammt ursprünglich aus dem zu Zgharta gehörenden Ort Ehden im bewaldeten Bergland im Norden des Landes und wird inzwischen in libanesischen Restaurants mit gehobenem Standard weltweit angeboten. In der Levante ist Kibbe Nayé zusammen mit einer Soße aus Olivenöl und Zitronensaft eine beliebte Zwischenmahlzeit. Beilage ist Fladenbrot.